# Anostomus ternetzi
Anostomus ternetzi es una especie de peces de la familia Anostomidae en el orden de los Characiformes.

## Morfología
Los machos pueden llegar alcanzar los 12 cm de longitud total.

## Alimentación
Come  plantas acuáticas y insectos.

## Hábitat
Es un pez de agua dulce y de clima tropical entre 24 °C - 28 °C de temperatura.

## Distribución geográfica
Se encuentran en Sudamérica:  cuencas de los ríos Orinoco, Araguaia,  Amazonas y los ríos costeros de las Guayanas.